# Leydi Izquierdo
Leidy Marcela Izquierdo Méndez (ur. 30 czerwca 1989) – kolumbijska zapaśniczka. Zajęła ósme miejsce na mistrzostwach świata w 2013 i dziewiąte w 2014. Złota medalistka mistrzostw panamerykańskich w 2014 i srebrna w 2013. Brązowy medal na igrzyskach Ameryki Południowej w 2010 i 2014. Druga na mistrzostwach Ameryki Płd. w 2012, na igrzyskach boliwaryjskich w 2013, a także na igrzyskach Ameryki Środkowej i Karaibów w 2014 roku.